# Néerlandais
Cet article concerne la langue néerlandaise. Pour le groupe ethnique, voir Néerlandais (peuple).
Le néerlandais (Nederlands, prononciation /ˈneː.dəɾ.ˌlɑnts/) est la langue officielle des  Pays-Bas. Il est, avec ses 25 millions de locuteurs natifs, la troisième langue germanique la plus parlée au monde, après l'anglais et l'allemand. Il est la langue officielle des Pays-Bas et de leurs territoires d'outre-mer, d'une partie de la Belgique et au Suriname.
En France, elle est parlée dans le Westhoek français. Après une importante extension médiévale, elle a quasiment disparu de la Flandre française au cours du XXe siècle. Aujourd'hui, seuls quelques dizaines de milliers de locuteurs, âgés de plus de 60 ans, la pratiquent encore quotidiennement dans une forme dialectale.
Le néerlandais est une langue bas francique, issue des dialectes parlés par les Francs saliens, qui, vers 440, se sont installés aux Pays-Bas méridionaux (ou Belgica Inferior en gallo-romain). Le proto-vieux néerlandais (500-700) est issu du bas-francique occidental. Il se distingue essentiellement du vieux haut allemand (dont ses variantes dialectales le moyen et le haut francique) par l'absence de la seconde mutation consonantique et l'abandon du système casuel. Ces caractéristiques morphologiques, syntaxiques et lexicales offrent certaines similitudes avec les autres dialectes germaniques occidentaux, tels que les dialectes anglo-frisons (anglais, frison) et saxons (le bas-allemand en Allemagne septentrionale et son pendant bas-saxon dans le nord-ouest des Pays-Bas),.

## Répartition géographique
Historiquement parlé aux Pays-Bas et en Flandre belge et française, le néerlandais s'est également répandu dans d'autres régions du monde. Au total, plus de 32 millions de personnes le parlent, en comptant les locuteurs de l'afrikaans, langue procédant du néerlandais du XVIIe siècle et ayant, du fait des conditions d'isolement et des influences locales (bantoues, malaises…), subi ses propres évolutions (dialectales, orthographiques et grammaticales). Cette langue demeure fortement usitée en Afrique du Sud, où elle est langue officielle, ainsi qu'en Namibie, où elle est langue reconnue.

### Statut officiel

Drapeau de la Flandre, en Belgique.

Le néerlandais est la langue officielle des Pays-Bas et du Suriname,. C'est aussi la principale langue officielle de la Belgique (60 %) à côté du français (38 %) et de l'allemand (2 %). La langue est également co-officielle à Aruba, Curaçao et Saint-Martin, trois pays constitutifs du royaume des Pays-Bas.
C'est une des vingt-quatre langues officielles de l'Union européenne ainsi qu'une des langues officielles de plusieurs organisations internationales : le Benelux, la Communauté caribéenne, l'Union des nations sud-américaines ou l'Union de la langue néerlandaise.
Enfin, en Afrique, l'afrikaans, langue dérivée du néerlandais, est langue officielle en Afrique du Sud et langue reconnue en Namibie. Plus de sept millions de personnes parlent l'afrikaans comme langue maternelle. En Indonésie, autrefois colonie des Pays-Bas, un groupe limité de personnes le parlent comme langue maternelle (environ 10 000), ou principale (30 000), mais la langue n'a plus de statut officiel, et est largement en retrait face à l'anglais (surtout dans les zones touristiques).
Depuis 1980, un organisme officiel, l'Union de la langue néerlandaise, assure l'intégrité et la promotion de la langue néerlandaise. Il publie régulièrement une Woordenlijst Nederlandse taal, c'est-à-dire une liste officielle des mots du néerlandais, qu'on appelle familièrement le « Petit livre vert » (het groene boekje), à cause de la couleur verte de sa couverture. Le Suriname est depuis 2005 également membre de cet organisme initialement cogéré uniquement par les institutions néerlandaises et flamandes. Il en a résulté l'entrée de nombreux mots surinamais dans le livret vert. La dernière version de celui-ci a été publiée le 15 octobre 2005 et a donné lieu à beaucoup de commentaires, notamment sur des incohérences dans l'écriture de différents mots du même style (par exemple cao-overleg contre VUT-premie, incohérence majuscules/minuscules, ou 24-jarige contre 24 uursservice, incohérence tiret/sans tiret). C'est pour cette raison que le site web onzetaal.nl (en français, « notrelangue ») a publié le 16 août 2006 une version alternative de ce livret : le « livret blanc » (Het Witte Boekje.)

## Histoire
Le néerlandais contemporain trouve sa source dans les dialectes bas-franciques occidentaux parlés dans le sud des Pays-Bas, la Flandre belge, la Flandre française, l'Artois et le Hainaut. Il est issu du vieux bas-francique, la langue des Francs saliens, fondateurs de la dynastie des Mérovingiens.
L'inscription runique de Bergakker, découverte dans la Betuwe et attribuée aux Francs saliens entre 425 et 450, est le plus ancien fragment du vieux-francique parvenu jusqu'à nous ; cette langue se révélant très proche du vieux néerlandais du Moyen Âge, cette inscription peut être considérée comme la plus ancienne en néerlandais.
Très tôt déjà, le bas francique s'est démarqué du moyen francique, du francique méridional et oriental, et donc de ce qu'on appelle aujourd'hui l'allemand, par la mutation consonantique haut-allemande. Elle a eu lieu à partir du IVe siècle jusqu'au VIIIe siècle.

### À l'époque des Anciens Pays-Bas
À l'époque des anciens Pays-Bas et auparavant, les diverses principautés étaient morcelées (Flandre, Brabant, etc.) mais elles furent réunies dans l'État bourguignon. Tout comme en Allemagne, il y avait plusieurs dialectes par région. Par la suite les Pays-Bas du Nord (République des Provinces-Unies à l'époque) se sont unifiés en prenant leur indépendance, ce qui n'empêcha pas le maintien de plusieurs dialectes, mais fixa très rapidement les bases de la prononciation et, plus tard, de l'écriture de la langue normalisée.
Toutefois la langue était presque complètement fixée dès le XIVe siècle environ, et les textes de cette époque sont, pour les Néerlandais d'aujourd'hui, parfaitement compréhensibles, malgré quelques tournures de phrases archaïques et une orthographe souvent très différente. Les dernières mutations de la langue remontent au XIXe siècle. Aujourd'hui, les principales modifications sont des ajouts de mots d'origine anglaise au vocabulaire.
Il n'y eut que très peu d'influence espagnole sur le néerlandais au temps de la domination de l'Espagne.
Les documents archivés de l'époque comme ceux de la Compagnie néerlandaise des Indes orientales, permettent aux historiens de remonter à une écriture plus ancienne de certains mots actuels et de mieux comprendre leur évolution linguistique.

### Époque contemporaine
Deux réformes de l'orthographe eurent lieu au XXe siècle une, fondamentale, en 1946, et l'autre, moins importante, en 1995.
Aujourd'hui, les principales modifications sont des ajouts de mots d'origine anglaise au vocabulaire, comme dans le domaine informatique. Il y a cependant depuis longtemps une forte composante française dans le vocabulaire, particulièrement dans le néerlandais de Belgique flamande. Cela amène de nombreux cas de synonymie, un mot d'origine française à côté d'un mot d'origine germanique : creëren à côté de scheppen (« créer »).
Le formes du néerlandais d'Amsterdam, peut-être historiques, sont le 
kattenburgs, le jodenhoeks, l'harlemmerdijks, le jordanees, le kalverstraats, le bargoens et la langue des classes supérieures.

## Dialectes
Sur le plan pratique, de nombreuses variantes locales subsistent, tant aux Pays-Bas qu'en Flandre. Elles affectent la tournure, le vocabulaire et la prononciation. L'ensemble forme un continuum sans transition précise, le Rhin dessinant cependant une nuance plus marquée.
Il y a en revanche des différences de vocabulaire entre les parlers flamands et le néerlandais. À côté du néerlandais standard normé (AN), les dialectes se sont maintenus davantage en Belgique flamande et sont très différenciés. Il n'y a pas une prononciation belge unique non plus mais bien de nombreuses variantes dans lesquelles on peut distinguer des points communs mais aussi des variations considérables. C'est ainsi qu'à l'ouïe un locuteur du Limbourg belge et un autre de Flandre-Occidentale peuvent sembler parler deux langues différentes. On arrive assez facilement à distinguer les Flamands et les Néerlandais selon leur prononciation – cela vaut aussi chez les anglophones pour les Australiens et les Britanniques ou chez les francophones pour les Canadiens et les Français.

Carte des 6 zones régionales du néerlandais et du bas-allemand parlés aux Pays-Bas, et dans les Flandres belges et françaises
Groupe du Sud-Ouest
Hollandais
Utrechtois
Groupe central
Limbourgeois
Bas-allemand

Carte détaillée des dialectes.

On distingue six zones linguistiques sur le territoire néerlandais et belge. Les frontières belgo-néerlandaise et belgo-française ne matérialisent aucune transition sur le plan linguistique (ce qui suit utilise une numérotation en rapport avec la carte des six zones linguistiques).
I. Groupe bas-francique occidental
- A. Groupes littoraux 
  - i. Sous-groupe du Sud-Ouest
    - 1. flamand occidental, y compris le flamand français et le flamand zélandais
    - 2. zélandais

  - ii. Hollandais
    - 3. hollandais méridional
    - 4. Westhoeks
    - 7. Kennemerlands
    - Hollandais septentrional a
      - 5. Waterlands et Volendams
      - 6. Zaans
      - 8. West-Fries
      - 9. friso-hollandais (cf. Bildts, Midslands, Stadsfries et Amelands)
- B. Utrechtois
  - 19. Utrechts-Alblasserwaards
- C. Sous-groupe central
  - 20. Kleverlands (en Allemagne et au )
  - 21. brabançon septentrional et limbourgeois septentrional
  - 22. brabançon
  - 23. flamand oriental

II. Groupe bas-francique oriental b
- 24. limbourgeois

III. Groupe bas-saxon c
- A. Sous-groupe bas-saxon de Frise orientale
  - 10. Kollumerlands
  - 11. groningois et Noord-Drents
- B. Sous-groupe ouest-phalien
  - 12. Stellingswerfs
  - 13. Midden-Drents
  - 14. Zuud-Drèents
  - 15. Twents
  - 16. Twents-Graafschaps
  - 17. Gelders-Overijssels (Achterhoeks), et Urks parlé dans le Flevoland (FL)
  - 18. Veluws

Notes
a : Ce sous-groupe comprend des dialectes considérés comme néerlandais, mais qui ont un substrat frison occidental récent très important.
b : Groupe dialectal transitionnel (bas-francique néerlandais teinté de moyen francique), le limbourgeois se voit, en sa façade est-méridionale, bordé par des parlers transfrontaliers franciques ripuaires dont les lexique et morphologie moyens franciques sont, à leur tour, mêlés d'influences allemandes.
c : Tous ces dialectes ne représentent que la limite occidentale d'une vaste étendue de deux sous-groupes du bas-allemand dont le bas-saxon de Frise orientale et l'ouest-phalien, qui occupe tout le nord de l'Allemagne.
Remarques
1. Dans la province de la Frise, en blanc sur la carte, on parle le frison occidental (hormis quelques villes marquées dans le groupe 9).
2. La région en gris, le Flevoland (marqué FL sur la carte) n'a pas de tradition linguistique bien définie (hormis l'ancienne île d'Urk de tradition bas-allemande (17), intégrée dans la nouvelle région). Celle-ci, n'existant que depuis 1932, a été gagnée sur la mer par les polders, et a donc été colonisée par des Néerlandais de diverses cultures linguistiques.

### Langues dérivées
L'afrikaans, parlé en Afrique du Sud et en Namibie, est une langue dérivée du néerlandais, qui conserve de nombreux archaïsmes datant des XVIe et XVIIe siècles. L'afrikaans ayant été formé par des colons venant du sud des Pays-Bas, il existe donc des liens évidents, mais l'afrikaans, en plus de conserver certains archaïsmes, a sensiblement simplifié la grammaire.
D'autres langues dérivées du néerlandais ont aujourd'hui disparu ou sont en voie de disparition : le skepi et le berbice (Guyana), le petjo et le javindo (Indonésie), le negerhollands (îles Vierges), le néerlandais de Ceylon (Sri Lanka), le néerlandais de Formose (Taïwan), le néerlandais mohawk, néerlandais noir et bas néerlandais (États-Unis).

### Écriture
Le néerlandais utilise l'alphabet latin, complété de quelques diacritiques. Le tréma est utilisé pour séparer des voyelles consécutives et éviter leur prononciation comme diphtongues. L'une des règles d'orthographe les plus importantes est la règle du dt.
Exemples
- België (Belgique)
- Kanaän (Canaan)
- coördinatie (coordination)
- met zijn tweeën (à deux) et de même met zijn drieën (à trois, tous les trois), pour parler de personnes faisant la même chose en même temps.
- vacuüm (vide)

L'accent aigu (plus rarement grave) est utilisé pour signaler la présence de l'accent tonique sur un mot qui ne le porte habituellement pas.
Exemples
- één (un) : orthographié avec des accents, il s'agit de l'adjectif numéral, et sans accent de l'article indéfini
- hét (pronom neutre), zó (ainsi)…

L'ensemble ij est parfois considéré comme une seule lettre. Autrefois, dans certaines régions, il était écrit au moyen d'un y avec ou sans tréma (Ÿ/ÿ). En majuscule (premier mot d'une phrase, nom propre, adjectif dérivé d'un nom propre) les deux lettres s'écrivent en principe en capitales: het IJsselmeer, de Hollandse en de Gelderse IJssel (l'Yssel hollandais et l'Yssel de Gueldre), IJsland (l'Islande), de IJszee (l'Océan glacial, arctique ou antarctique), ijs (de la glace), een ijsberg (un iceberg), mais au début d'une phrase: IJs et IJsbergen (des icebergs), etc.

### Grammaire
La grammaire du néerlandais rappelle par bien des traits celle de l'allemand. Elle s'en distingue néanmoins par la quasi-disparition des cas et la faible distinction que l'on fait aujourd'hui entre les genres masculin et féminin (encore plus faible au nord du Rhin qu'au sud).

## Noms du néerlandais
Il existe au moins quatre racines pour dire néerlandais dans les langues européennes et d'Asie mineure. En français, seul le mot « néerlandais » est linguistiquement correct. En France, cependant, le mot « hollandais » est encore fort utilisé, erronément d'un point de vue linguistique : le hollandais désigne un groupe de dialectes néerlandais. En Belgique, le mot « flamand » est parfois également utilisé, avec le même type d'erreur linguistique, puisque le flamand est un groupe de dialectes du néerlandais. Les racines « nederland » et « holland » sont ainsi les deux racines principales dans les langues européennes, à l'exception de l'anglais. En effet, « Dutch », en anglais, vient de la racine germanique « diot » (d'où l'ancienne appellation du néerlandais « diets », mais aussi, désignant cette fois l'allemand, « deutsch », le français « teuton » et « thiois » et l'italien « tedesco »).
Nederland :
- Afrikaans : Nederlands
- Allemand : Niederländisch
- Coréen : nedeollandeueo (네덜란드어)
- Espéranto : nederlanda
- Néerlandais : Nederlands
- Norvégien : Nederlandsk
- Pandunia : nederlandia
- Slovène : Nizozemske
- Tchèque : nizozemský
- Wallon: Neyerlandès

Holland :
- Arabe : Al-Hulandiya (الهولندية)
- Danois : Hollandsk
- Hébreu : Holandit (הולנדית)
- Hongrois : Holland
- Islandais : Hollenska
- Italien : Olandese
- Papiamento: Hulandes
- Basque: Holandako
- Tamazight : Taholandith

Langue + Holland :
- Bengali : ōlandāja bhāṣā (ওলন্দাজ ভাষা)
- Indonésien : Bahasa Belanda
- Japonais : Oranda-go (オランダ語)
- Mandarin : hélán yǔ (荷蘭語)
- Cantonais (Jyutping)  : ho4laan1 man6 (荷蘭文)
- Cantonais (Yale)  : hòh lāan màhn (荷蘭文)

Diot :
- Anglais : Dutch
- Moyen néerlandais : Diets

Langue + Diot :
- Hindi : dach bhaasha (डच भाषा)
- Marathi : dach bhaasha (डच भाषा)
- Tamoul : ṭaccu moḻi (டச்சு மொழி)

Flamand
- Turc : Flemenkçe

Plusieurs racines :
- Darija: Hollandiya/Flamaniya
- Espagnol : neerlandés / holandés
- Français : néerlandais / hollandais / flamand
- Polonais : holenderski / niderlandzki
- Portugais : neerlandês / holandês
- Roumain/Moldave : neerlandeză / olandeză
- Russe : Gollandsky голландский, niderlandsky нидерландский
- Suédois : nederländsk / holländsk

## Exemples
| Néerlandais          | Afrikaans | Anglais    | Allemand      | bas allemand | français        |
| -------------------- | --------- | ---------- | ------------- | ------------ | --------------- |
| ik heb               | ek het    | I have     | ich habe      | ik hebb      | j'ai            |
| jij/u hebt           | jy het    | you have   | du hast       | du hest      | tu as/vous avez |
| hij/zij heeft        | hy/sy het | he/she has | er/sie hat    | he/se hett   | il/elle a       |
| wij hebben           | ons het   | we have    | wir haben     | we hebben    | nous avons      |
| jullie hebben/u hebt | julle het | you have   | ihr habt      | ji hebben    | vous avez       |
| zij hebben           | hulle het | they have  | sie/Sie haben | se hebben    | ils/elles ont   |
| ik ben               | ek is     | I am       | ich bin       | ik bün       | je suis         |
| jij/u bent           | jy is     | you are    | du bist       | du büst      | tu es/vous êtes |
| hij/zij is           | hy/sy is  | he/she is  | er/sie ist    | he/se is     | il/elle est     |
| wij zijn             | ons is    | we are     | wir sind      | we bünd      | nous sommes     |
| jullie zijn/u bent   | julle is  | you are    | ihr seid      | ji bünd      | vous êtes       |
| zij zijn             | hulle is  | they are   | sie/Sie sind  | se bünd      | ils/elles sont  |

| Français                              | Néerlandais                             |
| ------------------------------------- | --------------------------------------- |
| Aux Pays-Bas, on parle le néerlandais | In Nederland wordt Nederlands gesproken |
| Bienvenue chez nous                   | Welkom bij ons                          |

| Français    | Néerlandais | Bas saxon     | Limbourgeois         | Allemand       | Anglais  | Prononciation  |
| ----------- | ----------- | ------------- | -------------------- | -------------- | -------- | -------------- |
| terre       | aarde       | Eerd          | aarde                | Erde           | earth    | ['aːrdə]       |
| je mange    | ik eet      | ik eet        | ich aet              | ich esse       | I eat    | [ɪk.'eːt]      |
| eau         | water       | Water         | water                | Wasser         | water    | ['ʋaː.tər]     |
| feu         | vuur        | Füer          | veur                 | Feuer          | fire     | [vyːr]         |
| air         | lucht       | Luft          | locht                | Luft           | air      | [lyχt]         |
| homme       | man         | Mann          | mân                  | Mann           | man      | [mɑn]          |
| femme       | vrouw       | Fro           | vraw(mes)            | Frau           | woman    | [vrʌu]         |
| liberté     | vrijheid    | Freeheit      | vrieheid / vreejheid | Freiheit       | freedom  | [vrɛihɛit]     |
| manger      | eten        | eten          | aete                 | essen          | eat      | ['eː.tən]      |
| boire       | drinken     | drinken       | drînke               | trinken        | drink    | ['drɪŋ.kən]    |
| grand       | groot       | groot         | groeët               | groß           | great    | [ɣroːt]        |
| petit       | klein       | lütt          | klein / petietelik   | klein          | little   | [klɛin]        |
| vieux       | oud         | old, ool-     | aod / aad            | alt            | old      | [ʌut]          |
| bois        | hout        | Holt          | hout                 | Holz           | wood     | [hʌut]         |
| bois, forêt | bos, woud   | Woold         | bos(j) / busj        | Wald           | forest   | [bɔs]          |
| poisson     | vis         | Fisch         | vès / vösj           | Fisch          | fish     | [vɪs]          |
| frais       | fris, vers  | frish         | fris(j)              | frisch         | fresh    | [frɪs]         |
| maison      | huis        | Huus          | hoe(ë)s              | Haus           | house    | [həʏs]         |
| bâtiment    | gebouw      | Gebüüd        | gebaw                | Gebäude        | building | [χə'bʌu]       |
| vapeur      | stoom       | Stööm         | stoûm / stoeëm       | Dampf          | steam    | [stoːm]        |
| nuit        | nacht       | Nacht         | nach(t)(j)           | Nacht          | night    | [nɑχt]         |
| jour        | dag         | Dag           | daag                 | Tag            | day      | [dɑχ]          |
| jouer       | spelen      | spelen        | speule / sjpieële    | spielen        | play     | ['speː.lən]    |
| mot         | woord       | Woort         | woeërd               | Wort           | word     | [ʋoːrt]        |
| monde       | wereld      | Welt          | wêrreld(j) / welt    | Welt           | world    | [ʋeːrəlt]      |
| compter     | tellen      | tellen        | tèlle                | zählen         | count    | ['tɛ.lən]      |
| conter      | vertellen   | vertellen     | vertèlle             | erzählen       | tell     | [vər.'tɛ.lən]  |
| oublier     | vergeten    | vergeten      | vergaete             | vergessen      | forget   | [vər.'χeː.tən] |
| marcher     | lopen       | gahn          | loupe                | laufen, gehen  | walk     | ['loː.pən]     |
| aller       | gaan        | gahn          | gaon                 | gehen          | go       | [ɣaːn]         |
| se promener | wandelen    | wannern       | wandele              | wandern        | wander   | ['ʋɑndələn]    |
| courir      | rennen      | lopen, rennen | loupe / renne        | laufen, rennen | run      | ['rɛ.nən]      |
| prendre     | nemen       | nehmen        | neme                 | nehmen         | take     | ['neː.mən]     |
| acheter     | kopen       | köpen         | koupe / gelle        | kaufen         | buy      | ['koː.pən]     |

## CNaVT
Le Certificaat Nederlands als Vreemde Taal (CNaVT), « Certificat de néerlandais langue étrangère », est le diplôme de langue officiel et international du néerlandais pour les locuteurs non natifs. Il est basé sur le Cadre européen commun de référence pour les langues (CECR).